# Ceira
Ceira es una freguesia portuguesa del concelho de Coímbra, con 12,77 km² de superficie y 4.199 habitantes (2001). Su densidad de población es de 328,8 hab/km².